# Gaston Islands
Gaston Islands är två n öar i Antarktis. De ligger i havet utanför Västantarktis. Argentina, Chile och Storbritannien gör anspråk på området.